# "HAPPY" Coming Century, 20th Century Forever
『"HAPPY" Coming Century, 20th Century Forever』（ハッピー カミングセンチュリー、トゥエンティースセンチュリー フォーエヴァー）は、V6の5thアルバム。2000年8月9日に発売された。

## 概要
黒のCDケースと大型ブックレットがスリーブケースに収められた初回限定盤と通常盤が発売された。
初回特典は『HAPPYスリーブパッケージ仕様』『HAPPYフォトブック（IN NEW YORK）』『HAPPYパノラマステッカー』『HAPPYスペシャルイベント参加応募券』『HAPPYボーナストラック収録』封入
15曲目のボーナストラックは今までのV6のシングル曲のメドレーになっている。

## 収録曲
※シングル曲の解説は各シングルのページを参照のこと。
1. 羽根 〜BEGINNING〜
作詞：真木須とも子、作曲・編曲：椎名KAY太
  - 4thベストアルバム『Very6 BEST』（初回盤A・DISC3）にも収録されている。
2. Don't Stop The Refrain
作詞・作曲：motsu、編曲：鈴木雅也
  - フジテレビ系「マッハブイロク」テーマソング
  - 4thベストアルバム（初回盤A・DISC3）にも収録されている
3. 野性の花 (Over Drive Edit)
作詞：真木須とも子、作曲：タジマタカオ、編曲：Achilles C.Damigos
  - 15thシングル「MILLENNIUM GREETING」の1曲目のアレンジバージョン
4. 恋のメロディ - 井ノ原快彦・岡田准一
作詞・作曲：曽我部恵一、編曲：白井良明
5. MY DAYS (COCONUTS GROOVE VERSION)
作詞：森たまき、作曲：Face 2 fake、編曲：清水信之
  - 15thシングルの3曲目のアレンジバージョン
6. SPEEDER'S HIGH - Coming Century
作詞・作曲・編曲：motsu
ベストアルバム「Best of Coming Century 〜Together〜」（Coming Century）にも収録された。
7. Listen
作詞：六ツ見純代、作曲：浅田信一、編曲：鈴木雅也
8. Life goes on (crashed bone mix)
作詞作曲：片岡大志、編曲：上野圭市・CMJK
  - 15thシングルの2曲目のアレンジバージョン
9. MIRROR
作詞：安岡優、作曲：北山陽一、編曲：岩田雅之
10. IN THE WIND (B.MAY Mix)
作詞：小幡英之、作曲：佐藤竹善、編曲：CHOKKAKU
  - 16thシングルのリミックスバージョン
11. SOYOIDE ～BREEZIN' SOUL～
作詞：サエキけんぞう、作曲：浅田直、編曲：清水信之
12. Running to the top - 20th Century
作詞：森浩美、作曲：織田哲郎、編曲：明石昌夫
  - 日本テレビ系「BOON!」テーマソング

ベストアルバム「Replay〜Best of 20th Century〜」（20th Century）にも収録された。
13. 太陽のあたる場所 (FUNKY!! FREE!! version)
作詞：BANANA ICE、作曲：BANANA ICE・笹本安詞、編曲：石塚“BERA”伯宏
  - 14thシングルのアレンジバージョン
14. 翼の設計図
作詞・作曲：藤井フミヤ、編曲：鶴田海生
  - TBS系「学校へ行こう!」エンディングテーマ
  - 「学校へ行こう！」の番組内で、奈良大付属高校相撲部の応援歌として作られた[1]。

1stベストアルバム「Very best」、4thベストアルバム（初回盤A・DISC3）にも収録されている。
15. HYPER EURO MEGAMIX
  1. MUSIC FOR THE PEOPLE
    - 1stシングル

  2. MADE IN JAPAN
    - 2ndシングル

  3. Believe Your Smile
    - 12thシングル

  4. BEAT YOUR HEART
    - 3rdシングル

  5. TAKE ME HIGHER
    - 4thシングル

  6. IN THE WIND
    - 16thシングル

Mixed：SHOJI UEDA
初回限定盤のみ収録。

## 映像作品
羽根 〜BEGINNING〜
- VERY HAPPY!!!
- LOVE&LIFE 〜V6 SUMMER SPECIAL DREAM LIVE 2003〜
- V6 ASIA TOUR 2010 in JAPAN READY?
- For the 25th anniversary

Don’t Stop The Refrain
- VERY HAPPY!!!
- 20th Century LIVE TOUR 2009 HONEY HONEY HONEY/We are Coming Century Boys LIVE Tour 2009

恋のメロディ
- VERY HAPPY!!!

SPEEDER’S HIGH
- VERY HAPPY!!!
- LIV6
- 20th Century LIVE TOUR 2009 HONEY HONEY HONEY/We are Coming Century Boys LIVE Tour 2009

MIRROR
- VERY HAPPY!!!

SOYOIDE ～BREEZIN' SOUL～
- VERY HAPPY!!!
- LOVE&LIFE 〜V6 SUMMER SPECIAL DREAM LIVE 2003〜

Running to the top
- VERY HAPPY!!!
- 「Hatachi」deデビューGiants Hits Concert with all ジャニーズJr.
- 20th Century LIVE TOUR 2008 オレじゃなきゃ、キミじゃなきゃ
- 20th Century LIVE TOUR 2009 HONEY HONEY HONEY/We are Coming Century Boys LIVE Tour 2009
- PLAYZONE 2000 Theme Park

翼の設計図
- VERY HAPPY!!!